# Patrolowce typu Heritage
Patrolowce typu Heritage, również Offshore Patrol Cutter lub Maritime Security Cutter – seria amerykańskich patrolowców budowanych od 2019 roku dla United States Coast Guard (USCG). Wraz z jednostkami typu Legend stanowić będą trzon floty pełnomorskich patrolowców USCG. W służbie zastąpią wiekowe już patrolowce typów Famous oraz Reliance.

## Zamówienie i budowa
Na początku lat dwutysięcznych amerykańska straż wybrzeża rozpoczęła poszukiwania następcy kilku typów eksploatowanych wówczas jednostek patrolowych. W 2002 roku uruchomiono realizację programu Integrated Deepwater System Program. Scalał w sobie kilka postępowań zakupowych na nowe jednostki patrolowe dla USCG. W jego ramach planowano kupić między innymi nowe kutry patrolowe Fast Response Cutter (typ Sentinel) i pełnomorskie patrolowce National Security Cutter (typ Legend). 
Z kolei program Offshore Patrol Cutter miał na celu zastąpienie średnich jednostek patrolowych należących do podklasy Medium Endurance Cutter, która składała się wówczas z patrolowców typów Reliance oraz Famous. Intensywną eksploatację obu rozpoczęto odpowiednio w latach 60. i 80. ubiegłego stulecia. USCG klasyfikuje tradycyjnie jednostki pływające jako kutry (ponad 20 metrów długości) lub łodzie (do 20 metrów). Decydentom zależało aby oba typu kutrów zastąpić jedną serią pełnomorskich patrolowców. Wyższy priorytet otrzymał jednak program National Security Cutter, stąd pozyskanie średnich patrolowców odroczono w czasie.
Realizację przedsięwzięcia rozpoczęto w 2011 roku, kiedy to Kongres Stanów Zjednoczonych zabezpieczył finansowanie programu. W 2014 roku rozpoczęto postępowanie przetargowe w którym rywalizowały ze sobą stocznie Bollinger Shipyards, Eastern Shipbuilding oraz Bath Iron Works. Dwa lata później zwycięzcą postępowania ogłoszono Eastern Shipbuilding. Firma zbudować miała jednostkę prototypową za kwotę 110,3 miliona dolarów. Zawarta umowa przewidywała prawo opcji na osiem seryjnych patrolowców. W 2016 roku nadano serii nazwę Heritage oraz podjęto decyzję, by patrolowce otrzymywały nazwy po zasłużonych jednostkach służących wcześniej w USCG. W 2017 roku ujawniono nazwy przewidziane dla pierwszych 11 egzemplarzy.
W lutym 2019 roku odbyła się uroczystość palenia blach pod prototypowy patrolowiec serii, który po wcieleniu do służby otrzyma nazwę USCGC „Argus” oraz numer burtowy WMSM-915. Pierwotnie zakładano oddanie patrolowca do służby w 2022 roku, jednak w wyniku opóźnień i kryzysu spowodowanego przez pandemię COVID-19 nie udało się ukończyć żadnej jednostki. Kadłub pierwszego patrolowca zwodowano dopiero w październiku 2023 roku. Dodatkowo w 2022 roku USCG potwierdziła, że za realizację drugiego etapu (patrolowce 5–11) programu odpowiadać będzie stocznia Austal USA.
Według stanu na luty 2025 roku w różnych fazach budowy znajduje się pięć patrolowców dla których zabezpieczono finansowanie, natomiast wcielenie do służby prototypowej jednostki planowane jest w 2025 rok. Finansowanie zabezpieczono dla 11 jednostek typu Heritage. USCG planuje docelowo zbudować aż 25 patrolowców serii Heritage.

## Dane techniczne
Patrolowce typu Heritage mają długość 110 metrów, szerokość 16 metrów i wyporność wynoszącą 3700 ton. Napęd stanowią dwa silniki wysokoprężne Fairbanks Morse 16V28/33D STC o mocy 9760 koni mechanicznych każdy. Pozwala to rozwinąć jednostką prędkość maksymalną 22,5 węzła. Zasięg oscyluje w granicach 10200 mil morskich przy prędkości 14 węzłów. Autonomiczność wynosi 60 dni.
Na uzbrojenie składa się dziobowa 57-milimetrowa armata automatyczna Mk 110 oraz dwa zdalnie sterowane moduły uzbrojenia Mk 38 Mod 2 kalibru 25 milimetrów ze współosiowym karabinem maszynowym kalibru 7,62 milimetra. Przewidziano również dwa zdalnie sterowane stanowiska dla wkm Browning M2 oraz cztery ręczne stanowiska dla Browningów M2. Jednostki otrzymały też radar Sea Giraffe AN/SPS-77 AMB, system walki elektronicznej AN/SLQ-32C(V)6 oraz wyrzutnię celów pozornych MK 53 Mod 10 Nulka. W części rufowej znajduje się lądowisko i hangar dla jednego śmigłowca MH-60T Jayhawk lub Aérospatiale HH-65 Dolphin oraz UAV-a.

## Jednostki serii
| Nazwa             | Numer burtowy | Stocznia                                           | Położenie stępki | Wodowanie            | Wejście do służby | Baza macierzysta      | Uwagi                                               |
| ----------------- | ------------- | -------------------------------------------------- | ---------------- | -------------------- | ----------------- | --------------------- | --------------------------------------------------- |
| USCGC „Argus”     | WMSM-915      | Eastern Shipbuilding, Panama City w stanie Floryda | 28 kwietnia 2020 | 27 października 2023 |                   | San Pedro, Kalifornia | W trakcie prac wyposażeniowych/prób morskich.       |
| USCGC „Chase”     | WMSM-916      | Eastern Shipbuilding, Panama City w stanie Floryda | 17 maja 2021     |                      |                   | San Pedro, Kalifornia | W budowie.                                          |
| USCGC „Ingham”    | WMSM-917      | Eastern Shipbuilding, Panama City w stanie Floryda | 15 lipca 2022    |                      |                   | Kodiak, Alaska        | W budowie.                                          |
| USCGC „Rush”      | WMSM-918      | Eastern Shipbuilding, Panama City w stanie Floryda |                  |                      |                   | Kodiak, Alaska        | W budowie. Palenie blach 18 października 2022 roku. |
| USCGC „Pickering” | WMSM-919      | Austal USA, Mobile w stanie Alabama                |                  |                      |                   | Newport, Rhode Island | W budowie. Palenie blach 29 sierpnia 2024 roku.     |
| USCGC „Icarus”    | WMSM-920      | Austal USA, Mobile w stanie Alabama                |                  |                      |                   | Newport, Rhode Island | Zamówiony.                                          |
| USCGC „Active”    | WMSM-921      | Austal USA, Mobile w stanie Alabama                |                  |                      |                   | Newport, Rhode Island | Zamówiony.                                          |
| USCGC „Diligence” | WMSM-922      | Austal USA, Mobile w stanie Alabama                |                  |                      |                   | Newport, Rhode Island | Zamówiony.                                          |
| USCGC „Alert”     | WMSM-923      | Austal USA, Mobile w stanie Alabama                |                  |                      |                   | nie określono         | Zamówiony.                                          |
| USCGC „Vigilant”  | WMSM-924      | Austal USA, Mobile w stanie Alabama                |                  |                      |                   | nie określono         | Zamówiony.                                          |
| USCGC „Reliance”  | WMSM-925      | Austal USA, Mobile w stanie Alabama                |                  |                      |                   | nie określono         | Zamówiony.                                          |